# Øystein II. (Norwegen)
Øystein II. Haraldsson (* 1125 auf den schottischen Inseln; † 21. August 1157 in Ranrike, begraben in Fors kirke im heutigen Trollhättan, Schweden) war ein norwegischer König. Seine Eltern waren Kong Harald Gille (ca. 1102–1136) und die schottische Adlige Biadoc oder Bethoc (auf Norrøn „Bjaðok“) (um 1103–um 1142). Er heiratete Ragna Nikolasdatter, Tochter von Nikolas Måse. Er war der Halbbruder von König Sigurd Munn (1133–1155), Inge Krogrygg (1134/35–1161) und Brigida Haraldsdatter († nach 1202); angeblich Vater von Torleiv Breiskjegg († 1190/91); Onkel von König Håkon Herdebrei (1147–1162).
Als Øystein Haraldsson 1142 nach Norwegen kam, wurde er sofort auf dem Øyrating zum König ausgerufen. Damit war er zu einem Drittel Mitkönig mit seinen Halbbrüdern Sigurd munn und Inge Krogrygg. Er brauchte für seinen Anspruch keine Feuerprobe abzulegen, da er von seinem Vater Harald Gille anerkannt wurde.
König Øystein war ein tatkräftiger Herrscher. Anfang der 1150er Jahre besiegte er ein zahlenmäßig überlegenes Bauernheer aus Ranrike und Hisingen und unterwarf damit Viken. Daraufhin zog er übers Meer nach Westen. Dieser Feldzug wird unterschiedlich beurteilt. Edvard Bull der Ältere (1881–1932) hielt den Heereszug für einen reinen Raubzug. Neuere Untersuchungen legen den Schluss nahe, dass eher politische Motive hinter dem Feldzug standen. Sein Zug nach Schottland soll danach eine Reaktion auf die nahen Verbindungen des schottischen Königs David I. zu Harald Gilles Mörder Sigurd Slembe und eine Unterstützung von Verwandten aus dem Geschlecht Sumarliðis, der Jarl in Orkney gewesen war, sein, die die Herrschaft des Schottenkönigs herausforderten. Er zwang den Orkadenjarl Harald Maddadsson, ihm Treue zu schwören; und Øystein war danach bis zu seinem Tod als Oberherr von Orkney anerkannt.
Von Schottland segelte Øystein 1153 nach England weiter: Seine Angriffe auf Hartlepool, Whitby, Scarborough und Wash gelten als die letzten Wikingerangriffe auf England.
Nach den Quellen war Øystein Liebhaber der Skaldendichtung. So war der Skalde Einar Skulason in seinem Gefolge, und Øystein machte ihn zu seinem Stallmeister. Auf seine Anforderung dichtete Einar ein Gedicht, das sich mit dem Leben und den Wundern Olavs des Heiligen befasst und wahrscheinlich bald nach der Errichtung des Erzbischofssitzes in Nidaros 1152/1153 verfasst wurde.
Im Winter 1154/1155 vereinbarten Øystein und Sigurd, den jüngsten Halbbruder Inge abzusetzen. Gregorius Dagsson war es gelungen, einen Kreis Adliger um Inge zu bilden, der den beiden Mitkönigen gefährlich werden konnte. Inge erfuhr davon und entschloss sich 1155 zu einem Präventivschlag gegen Sigurd in Bergen, wo er diesen besiegte und tötete. Øystein kam zu spät. Es kam 1156 zunächst zu einem Vergleich zwischen den beiden Kontrahenten, in welchem Inge aufgrund militärischer Überlegenheit die Bedingungen diktierte. Aber 1157 kam es zu erneutem Konflikt, weil sich Øystein an den Zwangsvergleich nicht gebunden fühlte. 1157 sammelte Inge 80 Schiffe und zug gegen Øystein mit 45 Schiffen. Nach den Quellen verweigerten die Truppen Øysteins den Kampf, weil sie nicht ordentlich bezahlt wurden. Øystein musste vor der Übermacht Inges fliehen, wurde eingeholt und 21. August 1157 in Ranrike (Bohuslän) getötet. Damit war Inge Alleinherrscher. Diesen Erfolg verdankte er zwei Gefolgsmännern: Gregorius Dagsson und Erling Ormsson. Gregorius hatte das Beziehungsnetz um Inge geknüpft und hatte so auch von dem Anschlag der Mitkönige erfahren.